# Acomys percivali
Acomys percivali е вид бозайник от семейство Мишкови (Muridae).

## Разпространение
Видът е разпространен в Кения, Сомалия, Уганда и Южен Судан.